# 韓企先
韓企先（1082年—1146年），燕京（今北京）人，金代漢人宰相。
九世祖韓知古，遼朝任中书令。企先是遼代乾統年間進士。遼亡，入仕金朝，任轉運使、西京留守等職。天會七年（1129年），任尚書左僕射兼侍中，封楚國公。十二年正月，為尚書右丞相，應召至上京朝見金太宗完顏晟。皇統元年（1141年）仲夏，封濮王，赐宴三日。金世宗完顏雍曾稱“漢人宰相惟韓企先最賢”，“本朝典章制度，多出斯人之手”。皇统六年（1146年2月），因病去世。韓氏生前曾推薦田瑴為接班人，完顏宗弼卻說此人該殺。

## 佚事
醫家劉完素曾替濮王韓企先治過病，藥方即六一散，專治“发热、口渴、烦躁不安、小便不畅、大便泻痢”。

## 延伸阅读
[在维基数据编辑]
 《金史·卷78》，出自脱脱《遼史》